# Deer Lodge
Deer Lodge ist eine Stadt in Powell County, im US-Bundesstaat Montana. Die Stadt hat 3421 Einwohner (Stand 2000) und eine Fläche von 3,7 km².
Deer Lodge liegt etwa 100 km südwestlich von Helena und 1418 m über dem Meeresspiegel. Der Ort ist auch Sitz der Countyverwaltung (County Seat).

## Sehenswürdigkeiten
Am Ortsrand liegt die Grant-Kohrs Ranch National Historic Site. Sie ist die nationale Gedenkstätte für die Zeit der Open Range Ende des 19. Jahrhunderts, als private Rancher ihre Herden unreglementiert auf öffentlichem Land weiden und durch Cowboys auf den langen Viehtrieben zur Eisenbahn treiben ließen. Sie ging aus der Ranch des „Rinderbarons“ Conrad Kohrs hervor und ist seit 1972 im Besitz des Bundes. Die Ranch wird durch den National Park Service verwaltet und aktiv betrieben. Besucher können die Viehwirtschaft im Stil des späten 19. Jahrhunderts erleben und an Living History-Vorführungen teilnehmen.

## Söhne und Töchter der Stadt
- Phil Jackson (* 1945), Basketballspieler und -coach
- Jean Parker (1915–2005), Schauspielerin